# C/1939 B1 Kozik-Peltier
La C/1939 B1 Kozik-Peltier è una cometa non periodica scoperta il 17 gennaio 1939 dall'astronomo russo Stefan Mykhailovich Kozik e dall'astrofilo statunitense Leslie Copus Peltier : al momento della scoperta era di 8a magnitudine apparente. È ricordata per gli improvvisi aumenti di luminosità  e per la piccolissima MOID col pianeta Venere.